# The Australian Financial Review
The Australian Financial Review ist die führende Wirtschaftszeitung in Australien. Die Zeitung wird täglich von Montag bis Samstag von Fairfax Media herausgegeben.

## Geschichte
Im August 1951 wurde die Australian Financial Review als Wochenzeitung gegründet. Ab Oktober 1961 wurde sie zweimal wöchentlich verkauft und ab 1963 täglich. Im Februar 1995 wurde The Australian Financial Review Magazine eingeführt, gefolgt mit einer Website noch im selben Jahr.
Im Jahr 2007 wurde die Website neugestaltet und muss nun von ihren Lesern bezahlt werden. Zudem wurde wenig später eine Investment-Website eingerichtet, die AFR Market Wrap heißt.

## Ideologie
Seit den 1970er Jahren steht die Zeitung für den Wirtschaftsliberalismus und favorisiert eine möglichst geringe Einmischung der Politik in Wirtschaftsangelegenheiten, Privatisierung, geringere Steuern und Handelsfreiheit. Die Kolumnen, die in der Zeitung veröffentlicht werden, haben jedoch ein weitaus breiteres Spektrum.
Die AFR wird auch einfach kurz Fin oder Fin Review genannt. Informationen können via Satellit über MIS Australia, Asset und CFO empfangen werden.